# Střítež u Bukova
Střítež (deutsch Striterz) ist eine Gemeinde in Tschechien. Sie liegt zehn Kilometer südlich von Bystřice nad Pernštejnem und gehört zum Okres Žďár nad Sázavou.

## Geographie
Střítež befindet sich rechtsseitig über Tal der Nedvědička am westlichen Fuße des Hügel Na Skalkách (598 m) in der Böhmisch-Mährischen Höhe. Im Dorf entspringt der Bach Střítežský potok. Östlich liegt der Borovina-Wald mit den Resten der Burg Lísek, dahinter das Schloss Mitrov. Nördlich erhebt sich die Dejmalka (600 m), im Süden die Kraví hora (611 m). Unterhalb des Dorfes führt die Eisenbahnstrecke von Tišnov nach Bystřice nad Pernštejnem durch das Nedvědičkatal. Die Bahnstation "Věžná" liegt anderthalb Kilometer nordöstlich des Dorfes am Fuße des Berges Věžná im Wald.
Nachbarorte sind Jabloňov und Věžná im Norden, Smrček und Pernštejn im Nordosten, Bor im Osten, Olší im Südosten, Moravecké Pavlovice im Süden, Lopaty und Krčma im Südwesten, Nivy und Mitrov im Westen sowie Bukov und Milasín im Nordwesten.

## Geschichte

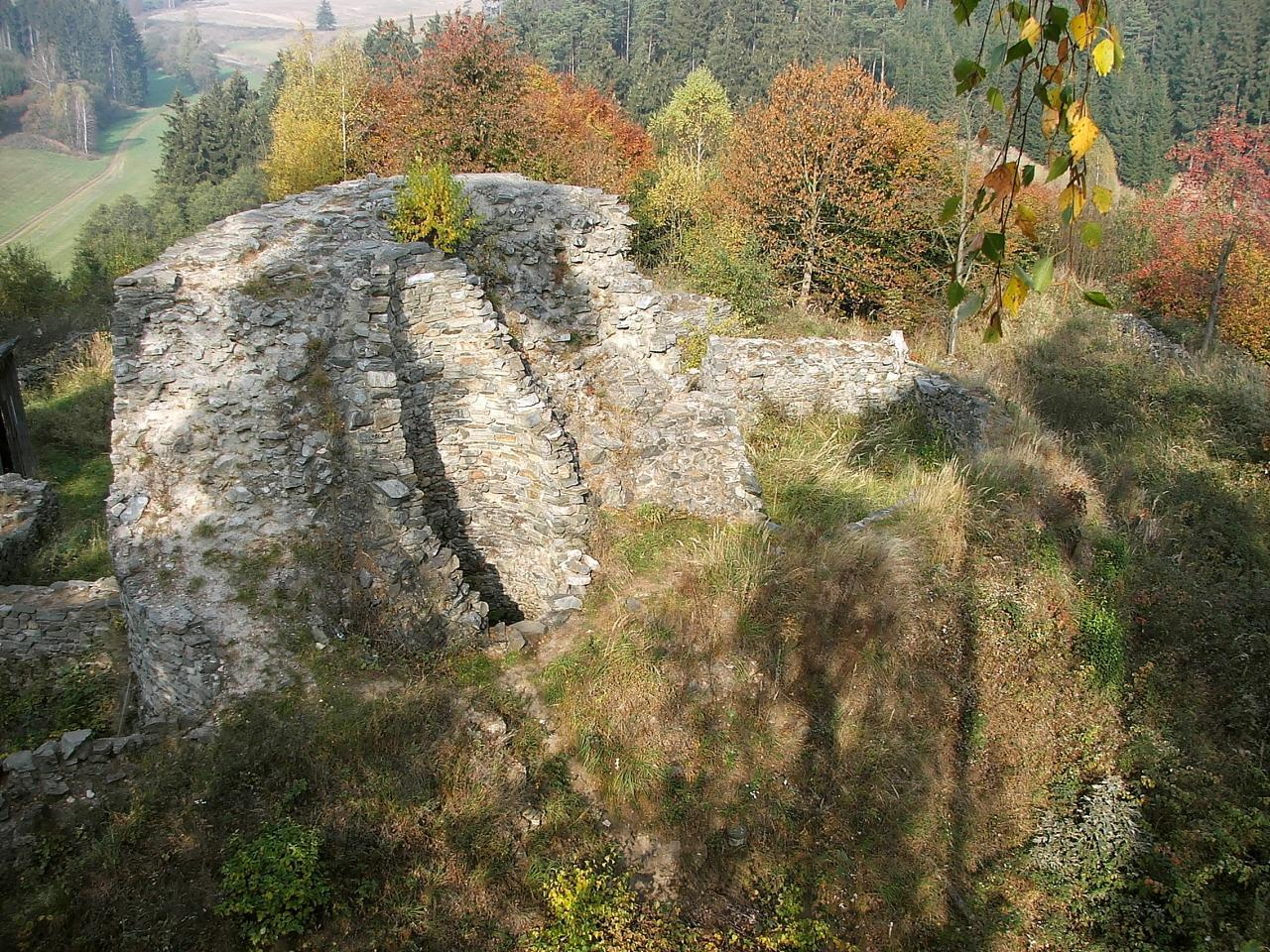
Reste des Burgfriedes der Burg Lísek

Die erste urkundliche Erwähnung des Dorfes erfolgte im Jahre 1356 als Besitz der dem Vladikengeschlecht Vrchoslav entstammenden Geschwister Filip und Markéta von Střítež. Im Jahre 1452 erwarben die Herren von Pernstein die Güter und schlugen sie der Herrschaft Pernstein zu. Am 2. Januar 1830 wurde durch den Střítežer Förster Václav Mařík der letzte Wolf der Herrschaft Pernstein erlegt. Sein Balg wurde danach ausgestopft und auf der Burg Pernstein präsentiert. Střítež bestand im Jahre 1834 aus 33 Häusern und hatte 284 Einwohner.
Nach der Aufhebung der Patrimonialherrschaften bildete Stříteř ab 1850 eine Gemeinde im Bezirk Neustadtl. 1949 wurde die Gemeinde im Zuge der Auflösung des Okres Nové Město na Moravě dem Okres Bystřice nad Pernštejnem zugeordnet. 1961 wurde Střítež zusammen mit Nivy nach Bukov eingemeindet; zugleich kam das Dorf zum Okres Žďár nad Sázavou. Von 1980 bis 1990 war das Dorf dann ein Ortsteil von Dolní Rožínka. Seit 2005 führt die Gemeinde ein Wappen und Banner. Střítež besteht heute aus 58 Häusern.

## Ortsgliederung
Die Gemeinde Střítež besteht aus den Ortsteilen Nivy (Hniwy) und Střítež (Striterz). Grundsiedlungseinheit ist Střítež.

## Sehenswürdigkeiten
Die Burgruine Lísek liegt westlich des Dorfes auf einer Kuppe über dem Tal des Bukovský potok. Als erste nachweisliche Besitzer der wahrscheinlich im 13. Jahrhundert errichteten Anlage sind die Herren von Bukova nachweisbar. Etwa ab 1500 gehörte die Burg den Pernsteinern und seit 1504 wird sie als wüst bezeichnet.
Am Dorfplatz steht die Kapelle des hl. Geistes.
Im Ortsgebiet gibt es mehrere Sühnesteine und Gehöfte im Bauernbarockstil.